# Forum de César
Le Forum de César (en latin : Forum Iulium ou Forum Caesaris), construit par Jules César vers le milieu du Ier siècle av. J.-C., est le premier des forums impériaux de Rome.
À l'origine, la nouvelle place est conçue afin d'agrandir le Forum Romain, centre politique, administratif et religieux de Rome, et permettre ainsi d'y transférer une partie des activités qui s'y déroulent. Mais très vite, le nouveau forum se détache de l'ancien forum et devient un monument distinct dont Jules César se sert à des fins idéologiques. Le forum est un des seuls projets d'urbanisme initiés par Jules César que ce dernier a pu inaugurer de son vivant, en 46 av. J.-C..

## Localisation

### Site des forums impériaux
Après l'édification du forum de César décidé par Jules César et terminé par son fils adoptif Auguste, ce dernier décide de la construction d'un deuxième forum en 42 av. J.-C. peu avant la bataille de Philippes pour une inauguration en 2 av. J.-C.. Le principal objectif d'Auguste est de faire de ce nouveau forum un lieu de réunion des sénateurs et des négociations de paix.
Au Ier siècle, Vespasien fait construire le temple de la paix, dénommé également forum de Vespasien, pour commémorer la victoire romaine sur la Judée en 71. Ce troisième forum, dont la construction se termine en 75, sert à exposer les vestiges du second Temple de Jérusalem.  Il se situe dans la partie la plus orientale des forums impériaux.
Le quatrième forum est celui de Nerva.
Le cinquième et dernier forum est l’œuvre de Trajan entre 107 et 112, même si le terrain semble préparé dès l'époque de Domitien.

### Forum de César
Le forum est construit non loin du Forum Romain, dans l'espace disponible entre la Curie et les pentes de l'Arx, celles du Quirinal et celles de l'ensellement qui joint ces deux collines. Il s'étend depuis l'Argilète jusqu'à l'Atrium Libertatis, longé sur le côté sud par le Clivus Lautamiarum, connu sous le nom de Clivus Argentarius depuis le Moyen Âge, qui le sépare des pentes de l'Arx.
| Plan des forums impériaux |
| --- |
| \| Porticus · Curva Porticus Purpuretica Secretarium · Senatus Forma Urbis Temple de la · Ville Sacrée Bibliothèque Vicus Cuprius Arc de · Trajan Arc de · Drusus Arc de · Germanicus Porticus · Absidata Quadrige Statue équestre Forum de Trajan Marchés de Trajan Bibliothèque Colonne · trajane Basilique · Ulpia Basilique · Argentaria Temple · de Mars · vengeur Temple de · Minerve Temple · de la Paix Forum de César Temple de · Vénus · Genitrix Atrium · Libertatis Statue équestre Forum Romanum Curie · Julia Basilique · Aemilia Subure Argilète Forum · de Nerva Forum · d'Auguste Forum · de la Paix \| |
| Porticus · Curva Porticus Purpuretica Secretarium · Senatus Forma Urbis Temple de la · Ville Sacrée Bibliothèque Vicus Cuprius Arc de · Trajan Arc de · Drusus Arc de · Germanicus Porticus · Absidata Quadrige Statue équestre Forum de Trajan Marchés de Trajan Bibliothèque Colonne · trajane Basilique · Ulpia Basilique · Argentaria Temple · de Mars · vengeur Temple de · Minerve Temple · de la Paix Forum de César Temple de · Vénus · Genitrix Atrium · Libertatis Statue équestre Forum Romanum Curie · Julia Basilique · Aemilia Subure Argilète Forum · de Nerva Forum · d'Auguste Forum · de la Paix       |

## Rénovation du Forum Romain
À la fin de la République, le Forum Romain est devenu trop exigu et ne permet plus d'accueillir dans de bonnes conditions la foule qui souhaite assister aux procès. Jules César décide donc d'agrandir le vieux forum et de le désengorger en lui adjoignant une nouvelle esplanade, dans un premier temps ouverte sur le vieux forum et comportant des locaux destinés à abriter une partie des activités politiques et administratives romaines. L'ajout de cette nouvelle place permet également à Jules César et ses partisans, les populares, de réunir la plèbe qui leur apporte son soutien au Comitium. Enfin, ce projet d'urbanisme peut être également compris comme une réponse de Jules César à Pompée le Grand, devenu son ennemi politique, qui a fait construire quelques années plus tôt un grand théâtre et son complexe sur le Champ de Mars.
Mais plus qu'une volonté d'adapter l'espace politique à la démographie croissante de la ville, la configuration finale choisie par Jules César pour la nouvelle place, initialement ouverte sur l'ancien forum et finalement fermée autour d'un temple, ne laisse aucun doute sur sa fonction idéologique. Le plan symétrique mettant en avant le temple dédié à Vénus permet d'exalter les origines prétendues de la gens Iulia et donc indirectement celles de César dont la statue occupe une place privilégiée, faisant face à la statue de culte qui se trouve dans l'abside du temple. Cette disposition architecturale est d'ailleurs revendiquée par Jules César lui-même lorsque, contrairement à l'usage, il reçoit le Sénat sur le forum, installé en avant du temple (pro aede Veneris Genetricis), tel un dieu vivant. Ce geste lui vaudra d'être particulièrement impopulaire auprès des sénateurs. De plus, lors de la reconstruction de la Curie Julia en 52 av. J.-C., Jules César modifie son orientation de façon qu'elle s'aligne sur le forum dont le plan est allongé afin que la Curie se place dans le prolongement de son portique,. Il aménage ainsi un accès direct à la Curie depuis la place, ce qui en fait une sorte d'annexe. Cette proximité permet à César d'imposer un sentiment d'unité entre lui et le Sénat.

## Histoire

### Antiquité

#### Origines
Entre le XIIe et le IXe siècle av. J.-C., avant la fondation de Rome, la zone où est construit le forum de César sert de nécropole comme en témoignent les tombes mises au jour lors de récentes fouilles.

#### Projet césarien et emplacement
Jules César a comme projet un réaménagement complet de Rome comme l'évoque Suétone dans sa Vie des douze Césars. Ce projet prévoit un détournement du Tibre depuis le pont Milvius, d'aménager le champ de Mars et de déplacer les fonctions de ce dernier sur l'ager vaticanus. Le plan d'ensemble est confié à un architecte originaire d'Athènes. Ce projet gigantesque paraît peu réalisable et l'assassinat de son initiateur en 44 av. J.-C. va y mettre un terme. Le champ de Mars, le Transtévère et les mandres du Tibre ne seront pas aménagés. Le butin provenant la guerre des Gaules permet de commencer une partie du projet dès 54 av. J.-C. avec la restauration de la Basilique Æmilia, ainsi que la construction des Saepta Julia et d'un nouveau forum.
Dans un premier temps dès 54 av. J.-C., les travaux de rénovation de la Basilique Æmilia sont entrepris avec une partie du butin de la Guerre des Gaules confié à Lucius Æmilius Paullus. En 46 av. J.-C., une nouvelle basilique, la basilique Julia, remplace les anciennes boutiques du Forum Romain et l'ancienne basilique Sempronia.

##### Choix des terres

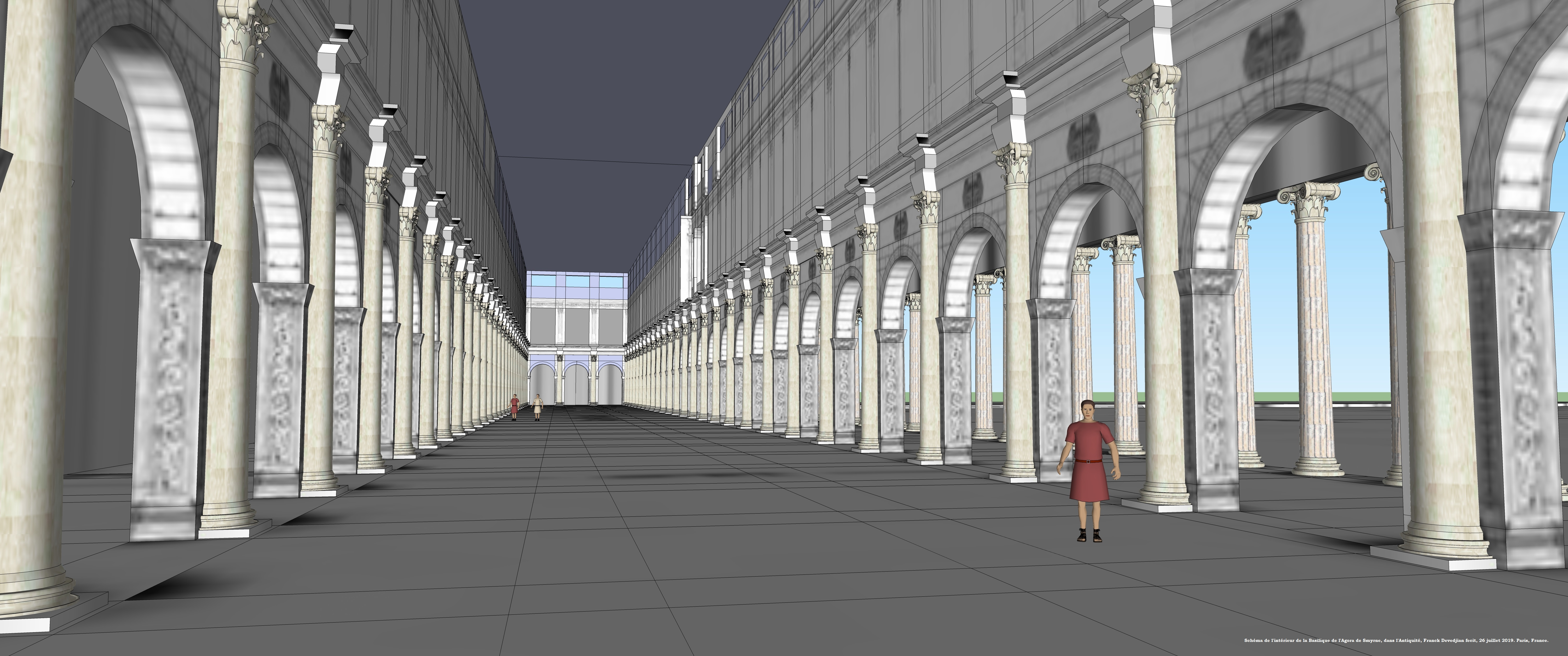
Reconstitution d'une partie de l'agora de Smyrne.

Avec la construction d'un nouveau forum, l'objectif de Jules César est d'offrir une seconde place pour les affaires après le Forum Romain. L'inspiration de l'édifice provient probablement des agoras de cités grecques d'Asie mineure à l'image de celle de Milet ou de Smyrne. L'ajout d'un temple centré dans l'axe, idée provenant des sanctuaires à péribole de la fin de la République romaine en Italie centrale ou à Pompéi, est nouveau dans l'Urbs.
La lettre de Cicéron à son ami Atticus évoque seulement la construction d'une place au nord du Forum Romain qu'il qualifie d'extension du « vieux forum », permettant de l'étendre jusqu'à l'Atrium Libertatis, ce qui rassure Cicéron sur le projet républicain de César. Ni le temple de Vénus ni la Curie Julia ne sont alors mentionnés. Cicéron évoque seulement un monument qui peut être identifié à un arc de triomphe à l'entrée nord marquant le passage entre le Forum Romain et le Champ de Mars, au pied de l'Arx,. Après sa victoire à la bataille de Pharsale contre les troupes romaines de Pompée le Grand, Jules César décide d'y ajouter un temple en l'honneur de Vénus Genetrix tout en commandant une statue de Vénus pour le temple à l'artiste grec Arkésilaos. L'idée d'insérer des tabernae à l'ouest du forum est prise également à cette époque.
La mise en chantier commence en 54 av. J.-C. grâce à une partie du butin issue de la guerre des Gaules,. L'emplacement choisi pour la construction du nouveau forum n'est pas libre et Jules César doit avant tout racheter sur ses propres deniers les différentes propriétés de patriciens qui l'occupent. Dans sa lettre à Atticus, Cicéron, qui est chargé dès 54 av. J.-C. par Jules César de racheter les terres, parle d'une dépense s'élevant à 60 millions de sesterces. D'autres auteurs, dont Suétone et Pline l'Ancien, avancent la somme de 100 millions de sesterces, ce qui peut vouloir dire que les dimensions du forum ont été revues à la hausse et que de nouvelles propriétés ont dû être rachetées. Les différentes acquisitions de terre et le déblaiement du sol nécessitent trois ans.

#### Édification

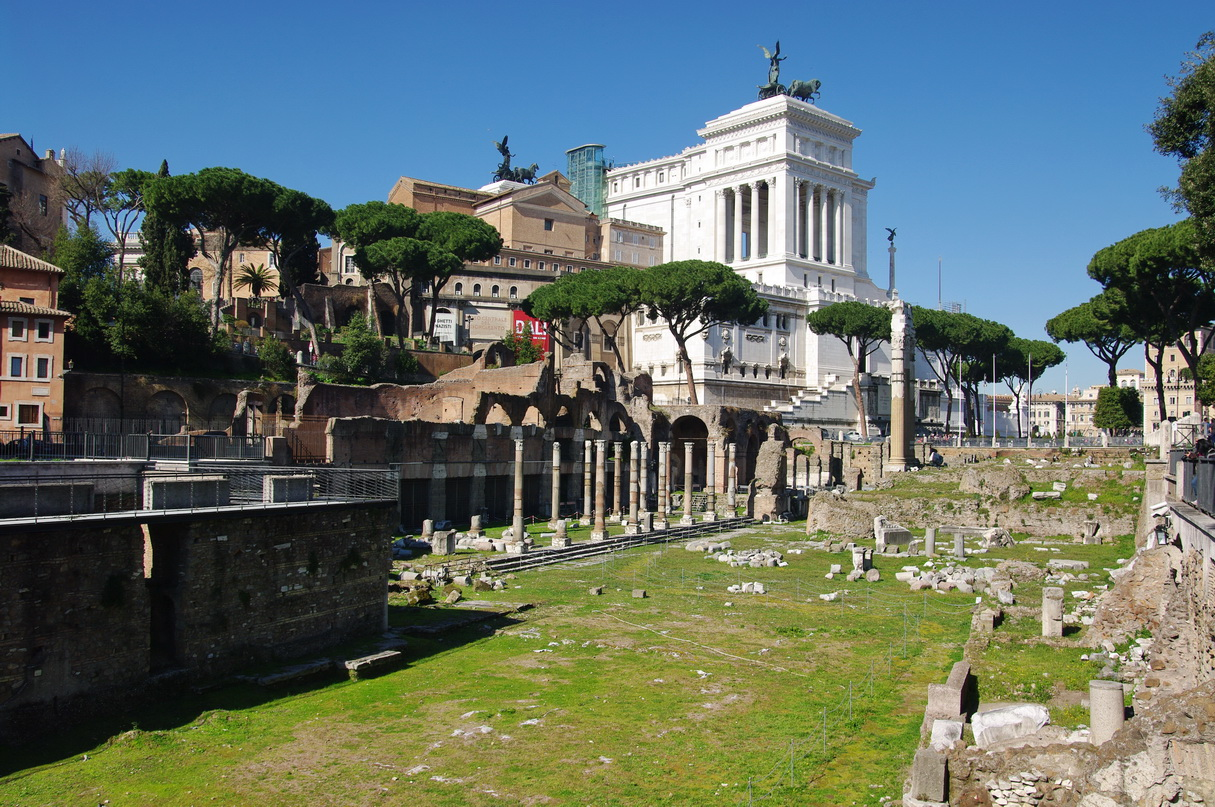
Le forum de César depuis la Via dei Fori Imperiali avec le monument Vittorio Emmanuele en arrière-plan.

La construction du forum, quant à elle, débute en 51 av. J.-C.. Après différents ajouts, la place devient un monument à part entière, bien distinct de l'ancien forum, ce que regrette Cicéron en 45 av. J.-C. qui déplore la perte du caractère républicain du projet.
Le forum est inauguré le 26 septembre 46 av. J.-C., sans que les travaux ne soient terminés, à l'issue des quatre jours de triomphe que César célèbre après sa bataille de Thapsus. À cette occasion, il finance de somptueux jeux, ajoutant encore aux dépenses exorbitantes versées pour la construction, preuve de l'intérêt tout particulier qu'il porte au projet.
Lors de l'assassinat de Jules César, les décorations ne sont pas terminées et les travaux de la Curie Julia qui doit remplacer la Curie Hostilia ne sont pas achevés, ni les portiques, ni la statue de Vénus et le temple de Vénus Genitrix,. Les travaux se poursuivent après la dédicace et sont achevés par Octave après la mort de César. Lors de l'inauguration, Octave et les sénateurs organisent à leur tour des jeux, rappelant ceux que César a donnés quelques années plus tôt.

#### Reconstructions
Le forum est détruit dans l'incendie de 80, sous Titus, incendie qui a également touché le Forum Romain. Vers 85, débutent les travaux de construction du Forum de Nerva mais le forum de César n'est pas restauré avant 95 et le début des travaux d'excavation de l'ensellement entre le Capitole et le Quirinal.
Ces travaux, amorcés sous Domitien et terminés sous Trajan, permettent d'aménager un espace pour le forum de Trajan. Ils entraînent un remaniement important de la zone nord du forum de César qui est agrandi vers le nord-ouest en creusant le Capitole ainsi qu'avec l'ajout de bâtiments annexes, notamment la basilique Argentaria. Le temple de Vénus Genitrix, touché lors des travaux d'excavation, est entièrement reconstruit à l'occasion. Il est de nouveau inauguré le 12 mai 113 par l'empereur Trajan, le même jour que la colonne Trajane,,. Lors de cette reconstruction, la Curie est séparée du forum, geste de l'empereur qui montre sa volonté de donner au moins en apparence davantage de liberté au Sénat. Le forum de César est à partir de cette époque beaucoup moins fréquenté par les sénateurs.
Le forum est de nouveau restauré sous Dioclétien, entre la fin du IIIe et le début du IVe siècle, après avoir été endommagé lors de l'incendie de Carin en 283 qui a également détruit de nombreux édifices dans la zone comme la Curie Julia, la basilique Julia ou encore le temple de Saturne. Lors de cette restauration, la façade du temple de Vénus est comblée par un mur en brique qui s'étend de chaque côté jusqu'aux portiques. Des passages voûtés percés dans le mur renforcent la structure et permettent de circuler le long du podium du temple et d'accéder aux édifices annexes situés en arrière,.
Vers le IVe siècle, le secretarium senatus est installé sous le portique sud-est du forum.

### Moyen Âge
Au Xe siècle, le forum de César est en ruine, les décorations et les revêtements de marbre ont disparu, mais sa structure est encore visible, dominée par la Curie Julia qui est encore debout grâce à sa transformation en église. Des fouilles ont mis en évidence les traces de petites habitations qui se composaient d'une pièce de cinq mètres de côté environ, construites avec des matériaux de récupération et d'argile, bâties le long d'une route qui traverse le forum sur toute sa longueur.

## Source et archéologie

### Historiographie
Des Romains de la fin de la période républicaine et de l'époque impériale évoquentle forum de César comme Cicéron, écrivain latin du Ier siècle av. J.-C. dans ses Lettres à Atticus, Pline l'Ancien, écrivain romain du Ier siècle évoque lui aussi le forum Suétone, haut fonctionnaire de la fin du Ier et du début du IIe siècle, dans son premier livre de la Vie des douze Césars ou encore Appien, historien grec du IIe siècle, dans son œuvre intitulée Les Guerres civiles à Rome .

### Fouilles archéologiques
Les ruines du forum sont partiellement mises au jour entre 1930 et 1934 par Corrado Ricci à l'occasion de la construction de la Via dell'Impero, permettant de dégager la partie nord du forum avec notamment les vestiges du temple.
Ces premières fouilles n'ont pas été poursuivies et le reste des vestiges n'a pu être dégagé et a été recouvert par des constructions plus récentes. Les trois colonnes visibles aujourd'hui appartiennent au temple de Vénus Genitrix. Il s'agit en fait de fragments de marbre qui ont été redressés, les parties manquantes ont été comblées avec de la brique. De nombreux autres fragments, blocs de marbre de l'entablement et du fronton, gisent autour des vestiges du podium.
À la fin des années 1990, les fouilles archéologiques ont permis de mettre au jour la connexion avec l'Argilète et les environs du chalcidicum. Puis 1999, de nouvelles fouilles, menées par les archéologues Anna de Santis et Paola Catalano ont été entreprises dans la zone et ont permis de mettre au jour des tombeaux datant du Xe siècle av. J.-C., cinq entre juillet 1999 et avril 2006 et un nouveau en mai 2006. Outre ces découvertes, ces nouvelles fouilles ont mis en lumière les modifications des restaurations successives du forum, permettant ainsi de retrouver le plan initial du projet. Une étude approfondie des fragments retrouvés sur place et de ceux déjà répertoriés lors des fouilles des années 30 est toujours en cours mais a déjà permis d'affiner les reconstitutions du forum,.

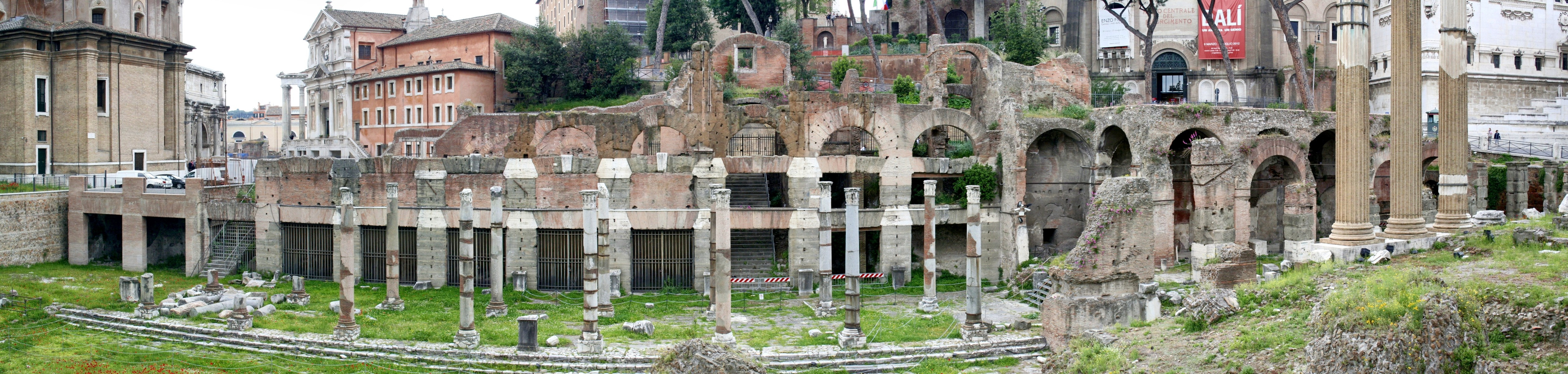
Vestiges du forum : à droite, le temple de Vénus Genitrix, en face le portique sud-ouest, sa double colonnade et la rangée de tabernae en arrière-plan.

## Description

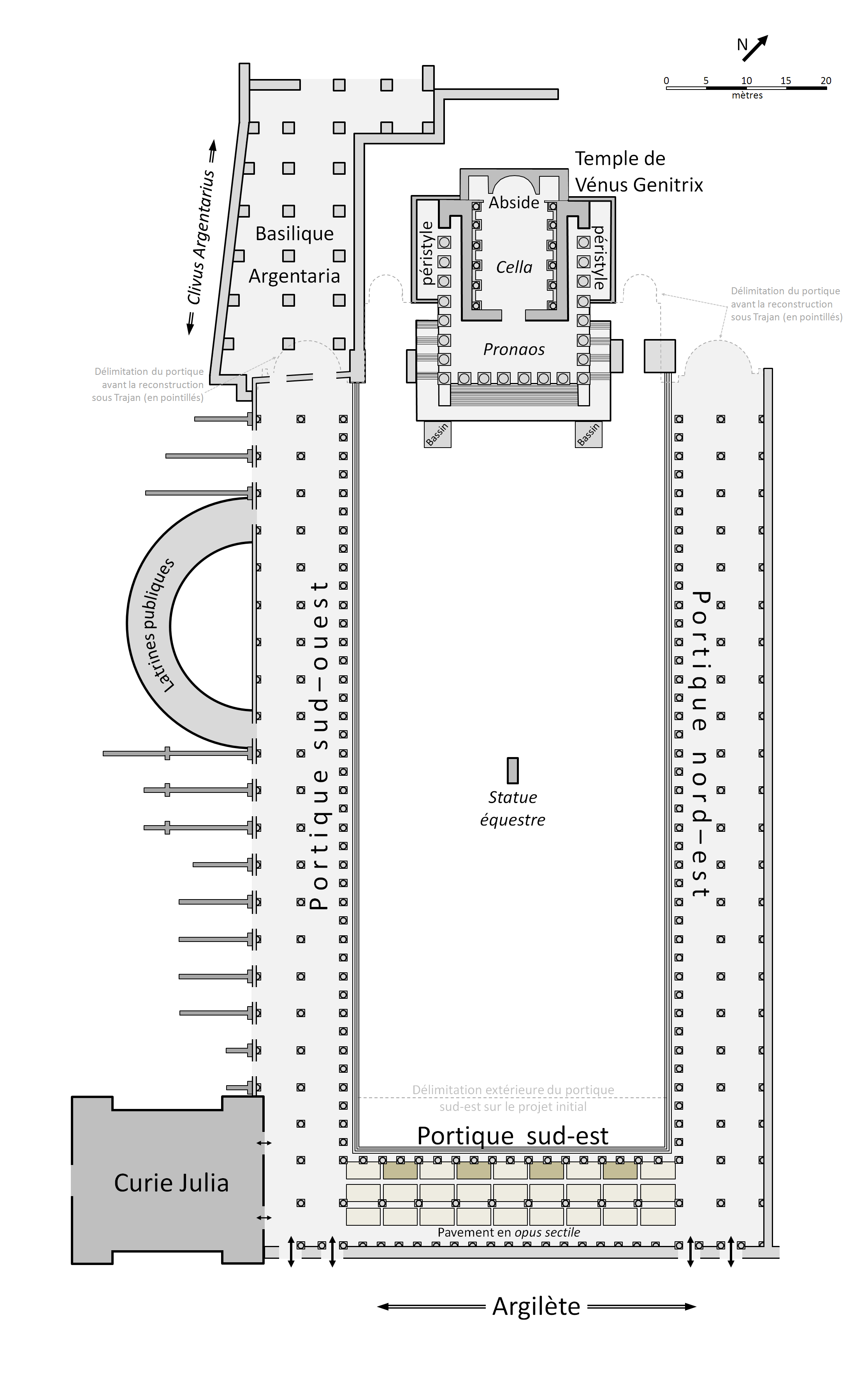
Plan du forum de César.

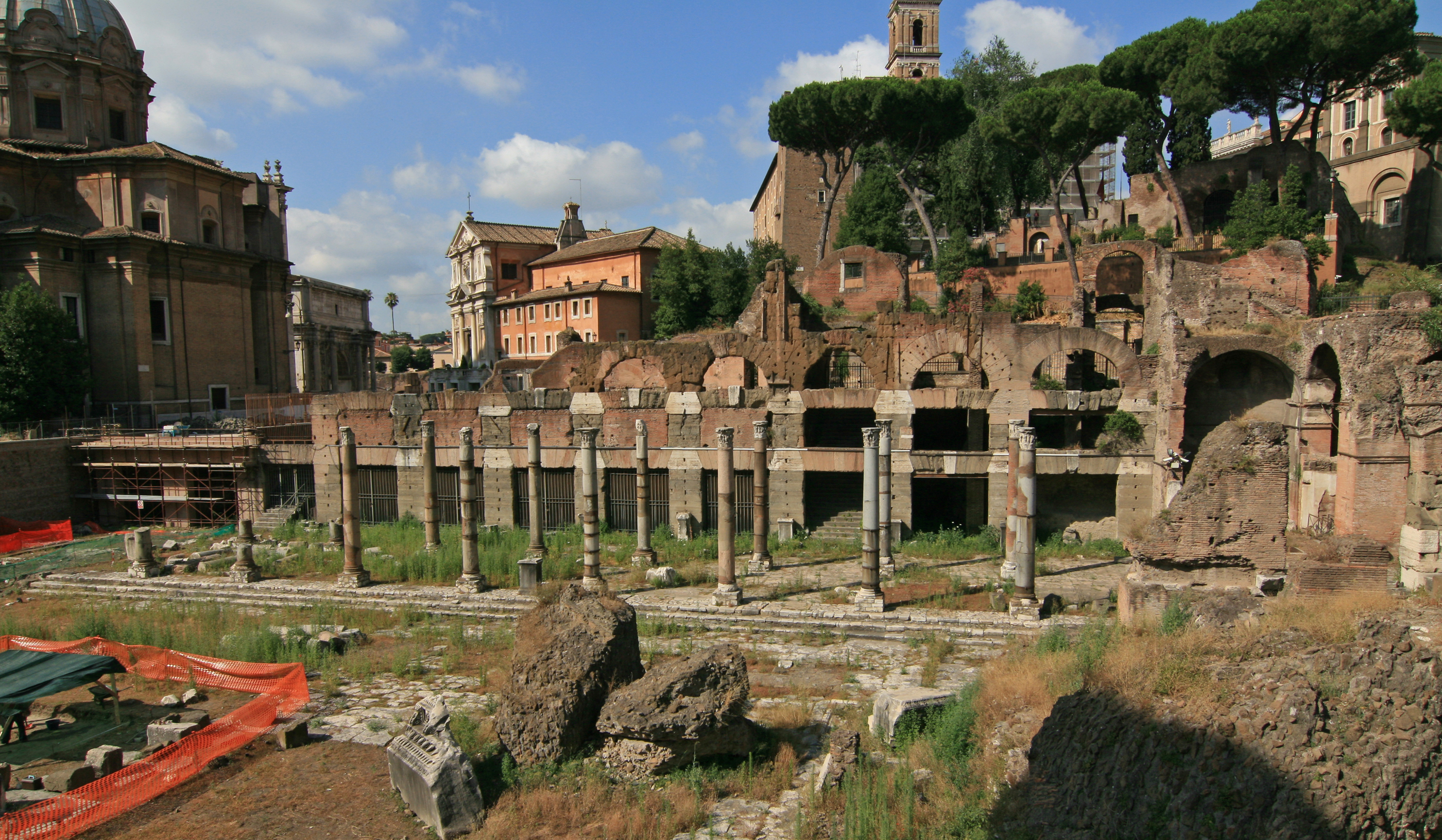
Au second-plan, une section du portique à double colonnade et les vestiges de la rangée de tabernae.

Le forum de César forme un grand rectangle allongé entièrement fermé de 160 mètres de long soit le double des 75 mètres de largeur,.
Les côtés est, nord et ouest sont bordés par des portiques doubles et le sol est pavé avec du travertin clair. Au sud-ouest, des boutiques sont attestées contre la colline sous la double colonnade. L'emplacement de la statue équestre en l'honneur de Jules César n'est pas identifié avec précision.
Des traces de fondation mises au jour lors des dernières fouilles montrent que selon le projet initial, le forum de César devait être plus court. Le forum a finalement été rallongé après la construction de la Curie lorsque le portique sud-est a été agrandi afin de s'aligner sur le nouvel édifice. D'un point de vue architectural, le plan général du forum reprend celui des forums des colonies romaines, avec des portiques abritant des boutiques, des bâtiments publics et de nombreuses annexes (le modèle du « bloc-forum »). L'organisation des divers éléments du complexe, la symétrie axiale et le temple qui ferme un côté, a fortement influencé les architectes des autres forums impériaux qui conservent tous, à quelques nuances près, la même structure.
Lors de la réfection ordonnée par Trajan en 113 les colonnes corinthiennes, les chapiteaux des colonnes ainsi que l'entablement sont rénovés. Après l'incendie de Carin en 283, lors de la reconstruction opérée par Dioclétien, des colonnes de granit sont élevées.

### Esplanade centrale et portiques
L'esplanade centrale est entourée sur trois côtés par un portique à double rang de colonnes (porticus duplex) de deux ordres qui supportent un plafond plat. Le sol des portiques est plus haut de trois marches par rapport à l'esplanade centrale. Cette dernière est dallée de travertin clair.

#### Portique sud-est
L'entrée sur le forum se fait par le petit portique sud-est s'ouvre sur l'Argilète et permet de contempler la vue sur le temple,,.
Cette portion de l'Argilète est ensuite réaménagée sous Domitien qui fait construire le Forum de Nerva. La colonnade libre donnant sur l'Argilète est supprimée, le portique étant dorénavant fermé par un grand mur en blocs de péperin. Des ouvertures permettent aux deux places de communiquer. La section sud-est du portique est longue de 46,5 mètres pour 11,5 mètres de profondeur, des dimensions qui laissent supposer que cet espace était utilisé comme une basilique. Son sol est revêtu de marbre, de grands panneaux rectangulaires en opus sectile disposés sur trois rangées parallèles. Les panneaux de la rangée extérieure alternent le marbre clair cipolin et le granit sombre extrait dans la carrière du Mons Claudianus.

#### Portique sud-ouest
Le portique sud-ouest abrite sur toute sa longueur une série de boutiques (tabernae) creusées au rez-de-chaussée dans la roche du Capitole. Ces tabernae sont de profondeurs variables et construites en blocs de tuf et de travertin. Au-dessus de chaque porte, la lumière entre dans la boutique par des fenêtres. 
Quelques-unes de ces ouvertures sont condamnées par des murs de brique lors de la reconstruction entreprise sous Trajan, probablement afin de consolider la structure, ou lors de la reconstruction des portiques sous Dioclétien, après l'incendie de Carin.
Le premier étage des boutiques communique par des escaliers avec le Clivus Argentarius, dénommé aussi « montée des banquiers, qui amène au Champ de Mars. Le long de cette artère des comptoirs devait être présents.
Elles abritent parfois au départ des stationes municipiorum où sont reçues les ambassades provinciales, probablement en remplacement de la Graecostasis détruite lors du réaménagement de la zone de la Curie. Les intérêts publics des citadins sont abordés dans les boutiques de cette zone.
Avant les travaux entrepris sous Domitien et poursuivis sous Trajan, le portique sud-ouest et celui au nord-est qui lui fait face, se referment au nord en deux absides disposées de part et d'autre du podium du temple de Vénus.

##### Latrines publiques
Au milieu du portique sud-ouest a été aménagé un grand hall semi-circulaire construit en brique dont l'intérieur est chauffé comme l'atteste le double plancher que supportent de petits piliers de brique (suspensurae). La construction de cette annexe pourrait être liée aux travaux de réfection de l'aqueduc de l'Aqua Marcia sous Domitien ou aux travaux de rénovation du temple de Vénus Genitrix sous Trajan,. Le long canal qui épouse la forme du mur courbe laisse penser qu'il s'agissait de spacieuses latrines publiques, considérées comme les latrines les plus vastes et les plus luxueuses du monde antique, peut-être les sellae Paterclianae mentionnées par Martial. Le plafond du corridor semi-circulaire se compose d'une voûte en berceau. L'espace central est quant à lui laissé à ciel ouvert afin d'apporter de la lumière et de ventiler les pièces. Les murs sont recouverts de plaques de marbre fixées dans la brique, les trous de fixation sont toujours visibles aujourd'hui. Des supports en péperin soutiennent des sièges pour une cinquantaine de personnes.

#### Statue équestre
Au centre de l'esplanade, probablement devant le temple de Vénus Genitrix, devait se dresser une statue équestre de César dont le cheval est représenté avec les sabots des pattes avant déformés et rappelant des pieds humains, en référence au Bucéphale d'Alexandre le Grand par Lysippe. La localisation exacte de la statue équestre n'est pas connue. Après la mort de Jules César, une statue du dictateur en armure (statua loricata) est placée sur le cheval,.
En 52, Claude fait afficher en l'honneur de Pallas un de ses discours et les sénatus-consulte de l'année, gravés dans le bronze et placés à proximité de la statue de César (ad statuam loricatam divi Iulii). Le forum est décoré de plusieurs autres statues dont une dédiée en 138 à Vibia Sabina, épouse d'Hadrien, par les habitants de Sabratha en Afrique, une dédiée à Arcadius par le préfet de la Ville Virius Nicomachus Flavianus vers 408, et une colossale dédiée à Tibère par quatorze cités d'Asie mineure (chaque cité est représentée personnifiée sur l'inscription dédicatoire) en remerciement pour l'aide fournie par l'empereur après les tremblements de terre de 17 et 23. 

### Temple de Vénus Genetrix

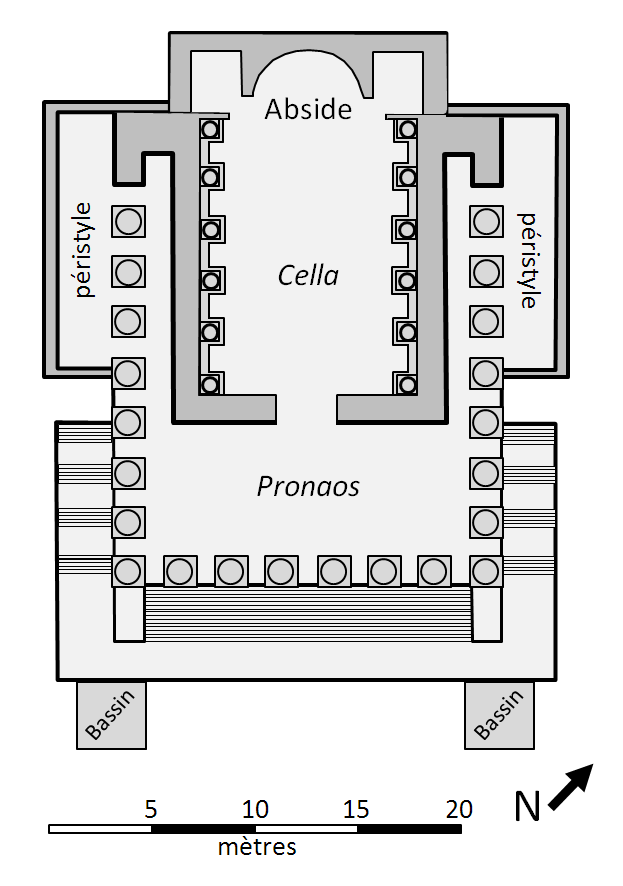
Plan du temple de Vénus Genitrix.

Le temple dédié à Vénus Genetrix, voué par César peu avant la bataille de Pharsale contre Pompée le Grand en 48 av. J.-C., occupe quasiment toute l'extrémité nord-ouest du forum.
Le temple périptère, construit sur une base haute, est d'inspiration italique. Les colonnes de style corinthien sont en marbre avec une présence d'or. La cella est en marbre jaune avec présence de veines rouges sur laquelle est peinte une « frise d'Amours ». 
En avant du podium se trouvent deux bassins sur lesquels on a souvent pensé que se trouvaient les statues des Appiades de Stéphanos mentionnées par Ovide mais il s'avère que celles-ci étaient en fait placées dans l'Atrium Libertatis,.

### Basilique Argentaria
La basilique est construite lors du réaménagement opéré par Trajan en 113. Des graffitis représentant des vers de l'Énéide sont présents sur le mur du fond.
Des escaliers placés de part et d'autre du temple de Vénus Genitrix, au niveau de ses dernières colonnes, permettent d'accéder à la basilique. Sur les plans d'origine, le portique sud-est se terminait au niveau du pronaos du temple de Vénus par deux petites absides, l'une fermant l'extrémité du portique et l'autre placée entre le portique et le podium du temple.

#### Fonds ancien
- Auguste, Res gestae. .
- Cicéron, Lettres à Atticus.
- Martial, Épigrammes (lire sur Wikisource). .
- Suétone, Vie des douze Césars (lire sur Wikisource). .

#### Ouvrages généraux
- Christophe Badel, César, Presses universitaires de France, coll. « Biographies », 2019, 232 p..
- (it) Ranuccio Bianchi Bandinelli et Mario Torelli, L'arte dell'antichità classica, Etruria-Roma, Turin, Utet, 1976.
- (en) Filippo Coarelli, Rome and Environs : An Archæological Guide, University of California Press, 2008, 526 p. (ISBN 978-0520079618). .
- Nathalie De Chaisemartin, Rome. Paysage urbain et idéologie : Des Scipions à Hadrien (IIe s. av. J.-C.-IIe s. ap. J.-C.), Armand Colin, 2003, 270 p. .
- Luc Duret et Jean-Paul Néraudeau, Urbanisme et métamorphose de la Rome antique, Les Belles Lettres, coll. « Realia », 2001, 440 p. (ISBN 978-2-251-33817-0). .
- (en) Simon Hornblower et Antony Spawforth, The Oxford Classical Dictionary, Oxford, Oxford University Press, 1996, 1792 p. (ISBN 978-0-19-954556-8, lire en ligne). .
- Marie-José Kardos, Topographie de Rome : Lexique de topographie romaine, L'Harmattan, 2003, 372 p. .
- (en) Samuel Ball Platner et Thomas Ashby, A Topographical Dictionary of Ancient Rome, Oxford University Press, 1929, p. 225-227.
- (en) Lawrence Richardson, A New Topographical Dictionary of Ancient Rome, Johns Hopkins University Press, 1992, p. 166.
- (en) David Roy Shackleton Bailey, Cicero's Letters to Atticus, vol. II, Harvard University Press, 1999, 352 p. (ISBN 978-0674995727).

#### Ouvrages sur les forums impériaux et le forum de César
- (it) Carla Maria Amici, Il Foro di Cesare, Florence, Olschki, 1991, 170 p. (ISBN 8822238303).
- (en) James C. Jr Anderson, The Historical Topography of the Imperial Fora, Bruxelles, Latomus, 1984, 200 p. (ISBN 2870311222 et 9782870311226).
- (it) A. Delfino, Contributo sugli scavi al Foro di Cesare, Rome, 2008.
- (it) Eugenio La Rocca, Roberto Meneghini, Silvana Rizzo et Riccardo Santangeli Valenzani, « Fori Imperiali », dans Römische Mitteilungen, 2001, p. 171-285.
- (it) Milella Marina, Il tempio di Venere Genitrice e le novità archeologiche sul Foro di Cesare, Rome, Museo dei Fori Imperiali, 2008, 8 p. .
- (it) Roberto Meneghini, « L'area dei Fori dalla Preistoria alla tarda età repubblicana », dans Roberto Meneghini et Riccardo Santangeli Valenzani, I fori imperiali - Gli scavi del Comune di Roma (1991-2007), Rome, Viviani Editore, 2007. .
- (it) Lucrezia Ungaro, Marina Milella et Massimo Vitti, Il sistema museale dei Fori Imperiali e i Mercati di Traiano, 2004, 38 p. (lire en ligne). .

#### Articles sur les forums impériaux et le forum de César
- (it) Elisabetta Bianchi, « Il Foro di Cesare tra Domiziano e l'età Tardo Antica », Forma Urbis,‎ janvier 2009.
- Mireille Corbier, « Pallas et la statue de César. Affichage et espace public à Rome », Revue numismatique, 6e série, no 152,‎ 1997, p. 11-40 (lire en ligne).
- (it) « Foro di Cesare », Il Messaggero,‎ mai 2006, p. 35.
- Pierre Gros, « Les étapes de l'aménagement monumental du forum : observations comparatives (Italie, Gaule Narbonnaise, Tarraconaise) », dans La Città nell'Italia settentrionale in étà romana. Morfologia, strutture e funzionamento dei centri urbani delle Regiones X e XI. Atti del convegno di Trieste (13-15 marzo 1987), Rome, Publications de l'École française de Rome, 1990 (lire en ligne), p. 29-68.
- Léon Homo, « Les fouilles récentes de Rome : Des projets aux réalisations (deuxième et dernier article) », Journal des savants, vol. 4, no 4,‎ 1934, p. 160-174 (lire en ligne).
- (it) Nino Lamboglia, « Prime Conclusioni Sugli Scavi nel Foro di Cesare Dietro la Curia (1960-1970) », Cuadernos de trabajos de la escula española de historia y arquelogia en Roma, Escuela Española Hist.y Arqueologia, no 14,‎ 1980 (EAN 2560021224079, lire en ligne, consulté le 10 mai 2021).
- (it) Roberto Meneghini, « Le trasformazioni dei Fori Imperiali nella tarda antichità », Bullettino della Commissione Archeologica Comunale di Roma, L’Erma di Bretschneider, vol. 109,‎ 2008, p. 145-160.
- (it) « Il Foro di Cesare. Nuovi dati da scavi e studi recenti », Scienze dell'Antichità XVI,‎ 2010.
- (en) James E. Packer, « Report from Rome: The Imperial Fora, a Retrospective », American Journal of Archaeology, Archaeological Institute of America, vol. 101, no 2,‎ 1997, p. 307-330.
- (it) Emilio Rodriguez-Almeida, « Due note marzialiane : i balnea quattuor in Campo e le sellae Paterclianae subcapitoline », M.E.F.R.A., vol. 101, no 1,‎ 1989, p. 249-254.
- Robert Sablayrolles, « La guerre des Romes plus difficile que la guerre des Gaules ? La politique urbaine de César: de ornanda, instruendaque urbe », Pallas, no 76,‎ 2008, p. 353-381.
- (it) Riccardo Santangeli Valenzani, « Il Foro di Cesare in eta' medievale », Roma Aarcheologia e Beni Culturali, Rome, Departemento di Architettura,‎ avril 2013.
- Ghislaine Stouder, « Création de l'espace diplomatique à Rome à l'époque médio-républicaine », Veleia, no 26,‎ 2009 (lire en ligne).
- (en) Roger B. Ulrich, « Julius Caesar and the creation of the Forum Iulium », American Journal of Archaeology, Archaeological Institute of America, vol. 97, no 1,‎ 1993, p. 49-80.